# Maxburg

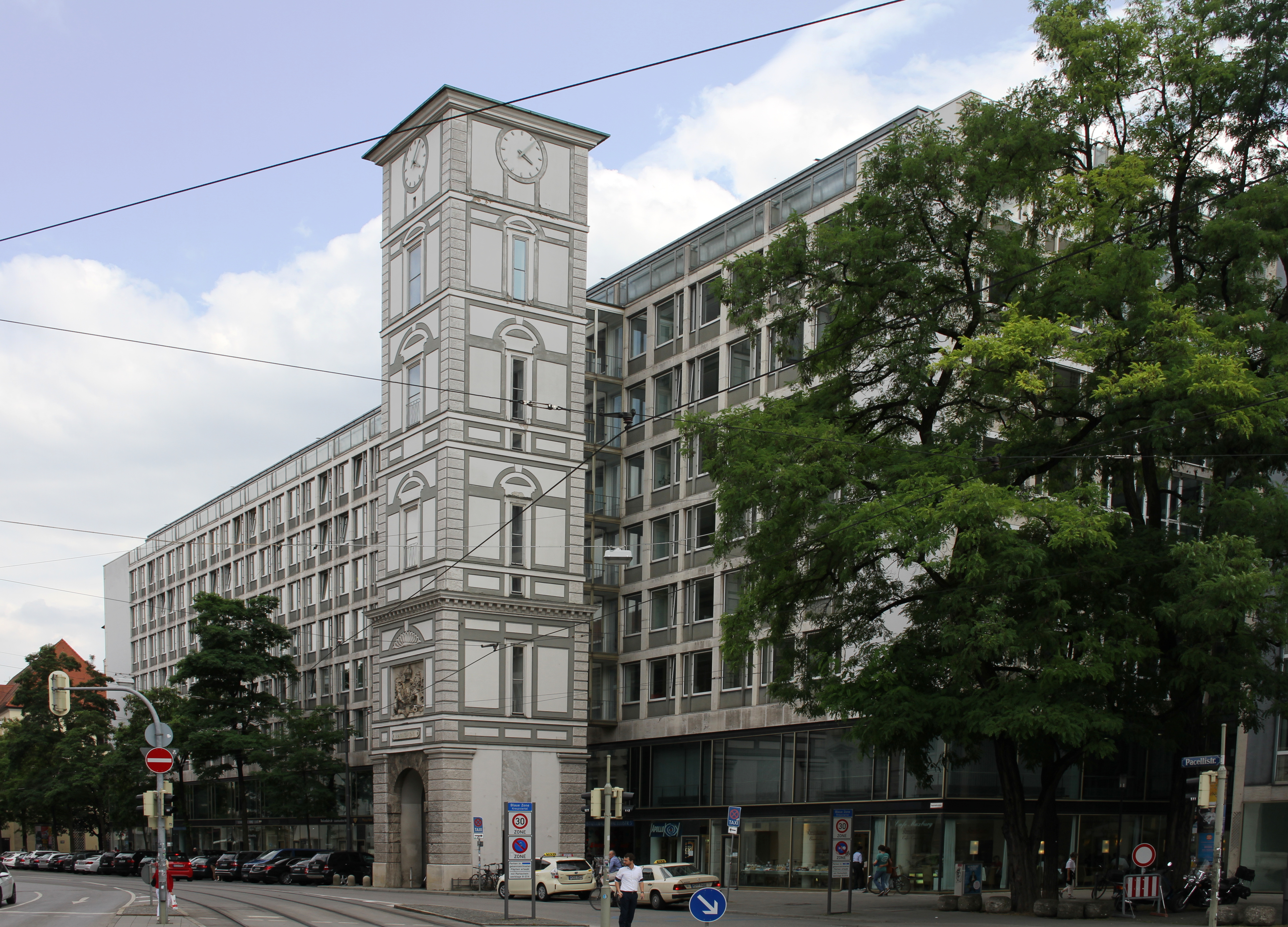
Die Neue Maxburg heute

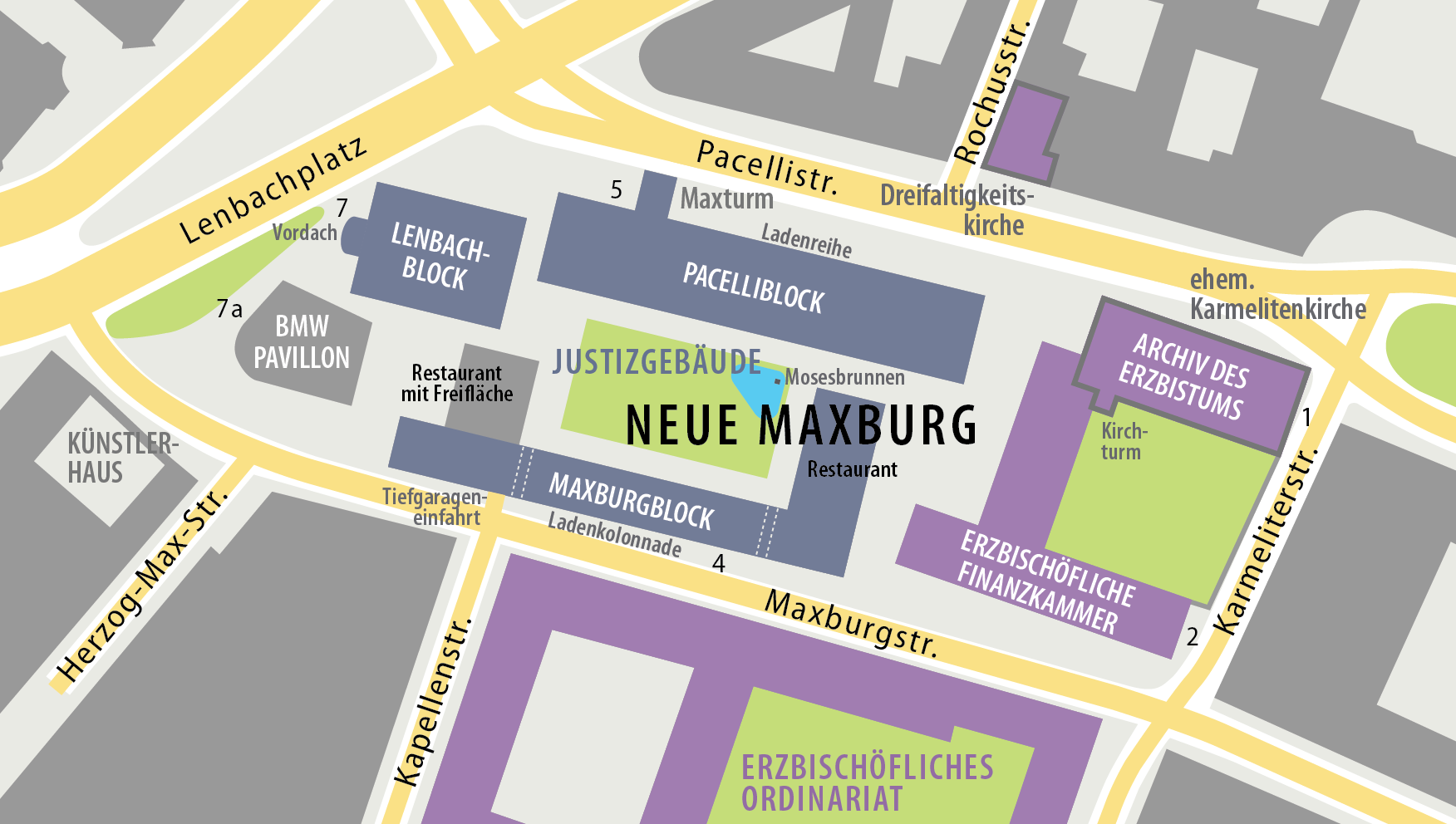
Umgebungsplan

Maxburg war die Kurzbezeichnung für die ehemalige Herzog-Max-Burg in München, die ursprünglich als „Wilhelminische Veste“ bezeichnet wurde. Der Name stammt von Herzog Maximilian Philipp, der sie im 17. Jahrhundert als Residenz nutzte. Es folgte eine Nutzung durch weitere Angehörige der Wittelsbacher und durch Behörden.
Nach einer fast vollständigen Zerstörung im Zweiten Weltkrieg wurde an gleicher Stelle in der Innenstadt am Lenbachplatz nach Entwurf der Architekten Sep Ruf und Theo Pabst ein Komplex aus Verwaltungs- und Geschäftsgebäuden errichtet. Dieser wird als Neue Maxburg bezeichnet und integriert als einziges erhaltenes Element der Veste den Maxturm. Bundesweit gilt die Neue Maxburg als einer der besten Bauten der fünfziger-Jahre-Architektur. 1999 wurde sie unter Denkmalschutz gestellt.

## Herzog-Max-Burg

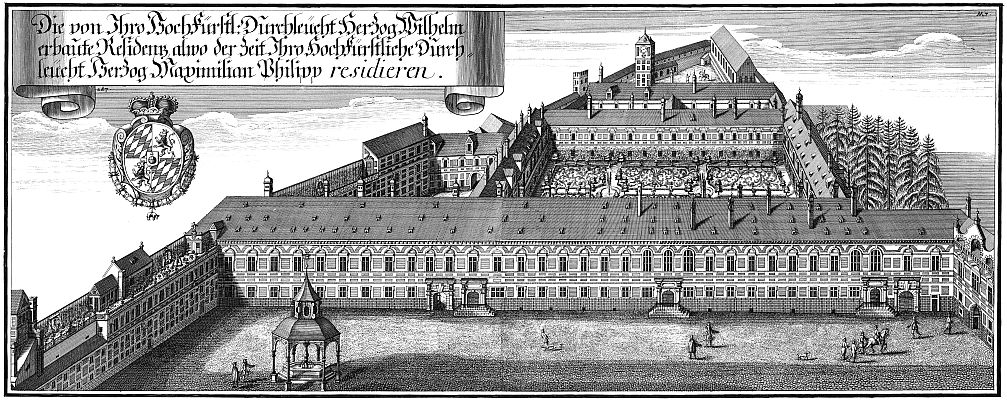
Herzog Wilhelminische Residenz, Kupferstich von Michael Wening, 1701. Blick von Süden

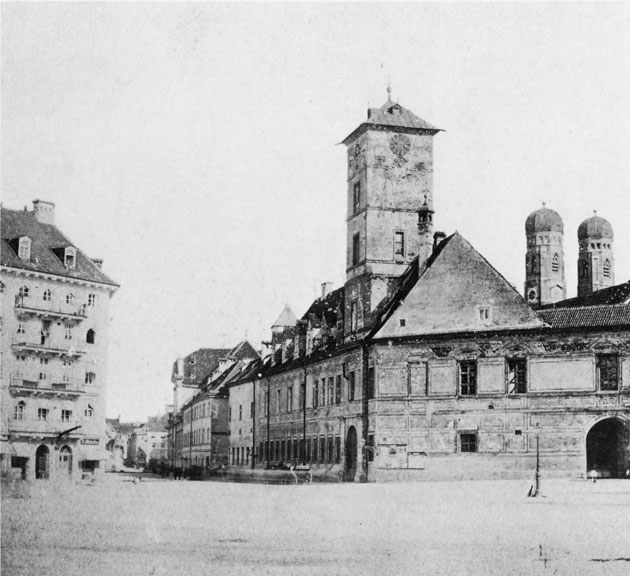
Die Herzog-Max-Burg 1860. Die Ansicht zeigt den Nordflügel mit dem erhaltenen Turm

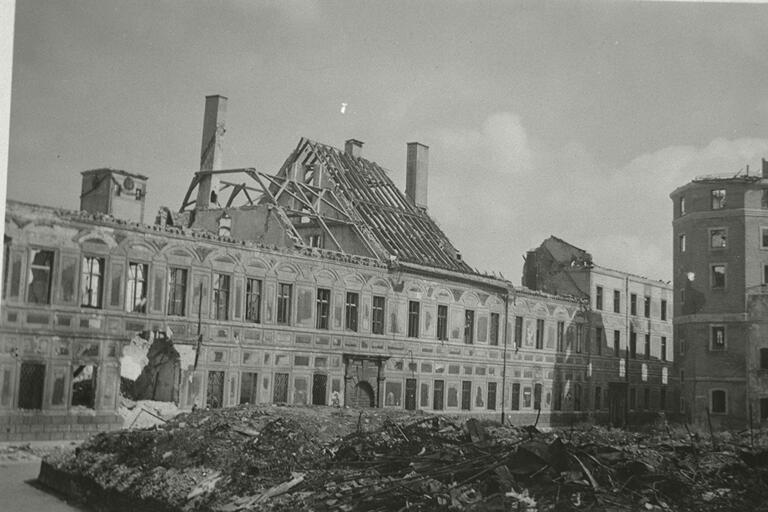
Die kriegszerstörte Herzog-Max-Burg, im Vordergrund die Überreste der Hauptsynagoge

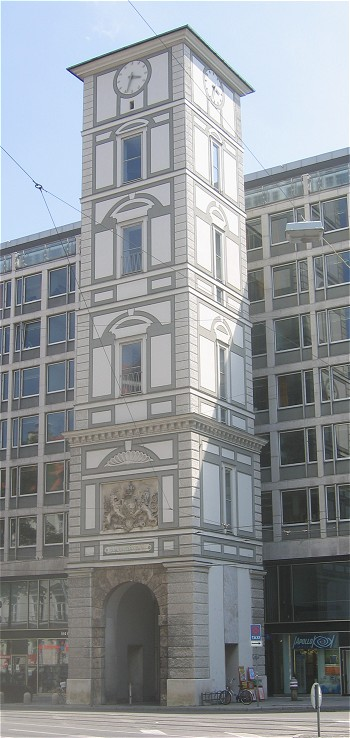
Renaissanceturm der im Zweiten Weltkrieg zerstörten Herzog-Max-Burg

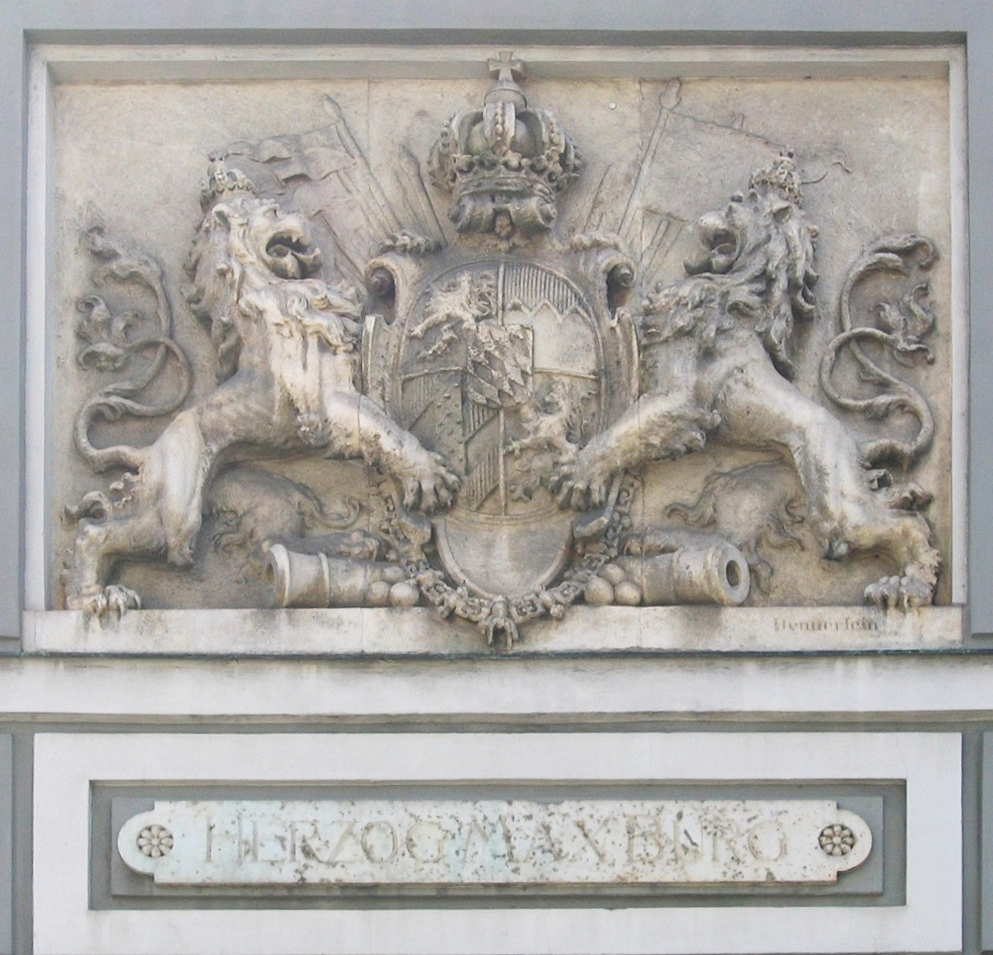
Wappenrelief am Maxturm, ca. 1890

Die ehemalige „Herzog-Max-Burg“ entstand im Stil der Renaissance nach Auftrag des bayerischen Herzogs Wilhelm V. Er erwarb zwischen 1579 und 1615 die gesamte Fläche der späteren Anlage und musste dafür 54 einzelne Grundstücke und Häuser ankaufen. Wilhelm ließ 1593 den Grundstein für eine neue Stadtresidenz legen, die nach ihm zunächst Wilhelminische Veste genannt wurde. Mit der Weihe der Kapelle wurde der ursprüngliche Bau 1597 vollendet. Als Grund für den Neubau gilt ein Brand im Alten Hof, dem Hauptsitz der Herzöge im Jahr 1578.
Das Grundstück lag im Nordwesten der Stadt im Kreuzviertel, an der Stadtmauer zwischen dem Karlstor und dem Schwabinger Tor. Hauptbaukörper war ein langer Riegel in Ost-West-Richtung nördlich der heutigen Maxburgstraße. In ihm lag auch die Kapelle der Anlage. Etwa auf der Hälfte der Länge des Südflügels, etwas nach Osten versetzt, schloss sich nach Norden ein Dreiflügelbau an, der einen rechteckigen Hof einschloss. Der Westflügel dieses Bauteils ist leicht nach Osten abgeknickt nach Norden verlängert. An ihn schließt der zweite Nordflügel an, der wieder in Ost-West-Richtung orientiert ist und zu dem der heute noch erhaltene Turm gehörte. An diesem Flügel liegt die heutige Pacellistraße, früher Pfandhausgasse. Von der Maxburg aus führte das Herzogenstadttor in der zweiten Stadtmauer zu dem Kapuzinerkloster, das damals als einziges Kloster Münchens außerhalb der Stadtmauern lag.
Der verantwortliche Baumeister oder Architekt ist nicht bekannt, als Bauleiter ist Wolf Miller genannt. Der aus Augsburg stammende Wendel Dietrich war als Architekt beteiligt, Fassadenelemente weisen auf Friedrich Sustris hin. Entsprechend der Zeit hatten die ausführenden Handwerker und Künstler große Ermessensspielräume. Und letztlich bestimmte Herzog Wilhelm V. die bauliche Konzeption und das künstlerische Programm. Alle Baukörper entstanden aus Ziegeln, die Fassaden waren verputzt und durch dreifarbige Felder gegliedert. Einziges plastisches Element waren Segmentgiebel über den Fenstern des ersten Stockwerks. Die Gliederung der Fassaden durch Putz und Farbe wurde stilprägend für den als Manierismus bezeichneten Übergang zum Barock und war Vorbild für Profanbauten in München und Süddeutschland.
Nördlich der Pacellistraße, auf einem kleinen Dreiecksgrundstück an der Stadtmauer ließ Albrecht IV. ein Ballhaus für sportliche Spiele errichten, es war durch einen Torbogen mit der Maxburg verbunden. Im Südwesten entstand ein unstrukturierter Komplex von Wirtschaftsgebäuden, der immer wieder umgebaut wurde.
Südlich der Maxburgstraße entstanden etwa zur selben Zeit die Michaelskirche sowie die Alte Akademie. Beides bildete das Kloster der Jesuiten mit Haupteingang von der Neuhauser Straße. Die große Nähe zwischen der herzoglichen Residenz und dem Jesuitenkloster ist ein Hinweis auf die Zeit der Gegenreformation. Durch einen Übergang, den „Wilhelmsbogen“, hatte der Herzog jederzeit Zugang zu der Klosteranlage der Jesuiten und dem über der Kreuzkapelle der Michaelskirche gelegenen herrschaftlichen Oratorium.
Nach seinem Erbauer wurde die Residenz zunächst „Wilhelminische Veste“ genannt. Als „Herzog-Max-Burg“ wurde sie erst im 17. Jahrhundert bezeichnet, als Maximilian Philipp sie als Residenz nutzte. Zwischen 1611 und 1618 erfolgten Aus- und Umbauarbeiten, und zur Errichtung der neuen Hofkapelle erfolgte 1644 bis 1663 der Abbruch des vierflügeligen Fürstenbaus und der Neubau des westlichen Flügels. Während die kurfürstliche Linie in der Münchner Residenz residierte, wurde die Herzog-Max-Burg bis ins 19. Jahrhundert meist von nicht-herrschenden Mitgliedern der Wittelsbacher bewohnt. Nach seiner Abdankung 1598 zog Wilhelm V. (Bayern) ein, 1611 zog auch sein Sohn Albrecht VI. zusätzlich ein. Wilhelm bewohnte den Westlichsten Teil, Albrecht drei Flügel um den Haupthof. Herzog Maximilian Phillipp nutzte die Veste bis zu seinem Tod 1705, auf ihn geht der heutige Name zurück. Zudem diente die Maxburg auch als Wohnort und Arbeitsstätte von Hofkünstlern wie beispielsweise Joseph Vivien. Herzog Clemens Franz bezog die Herzog-Max-Burg, bis er 1770 dort starb. Als letzte wohnten hier Königin Karoline als Witwe bis zu ihrem Tod 1841 und die so genannte Kurfürstin Witwe Maria Leopoldine von Österreich-Este bis zu ihrem Tod 1848.
Als Mitte des 18. Jahrhunderts die Wohnnutzung endete, wurden Behörden in der Anlage untergebracht. Es zogen zeitweilig die Salinendirektion und das Bayerische Nationalmuseum ein. Das Wirtschaftsministerium und die Staatsschuldentilgungskommission hatten ihren Sitz in der Maxburg. Ein weiterer Nutzer war die Bayerische Armee mit der Bayerischen Kriegsakademie und der Königlich Bayerischen Artillerie- und Ingenieur-Schule.
Seit 1866 fanden umfangreiche Umbauten statt. Der erste Schritt war der Abbruch der Reste der Stadtmauer und des Stadttors im Westen. Stattdessen wurde ein Neubau mit eigenem Eingang vom Lenbachplatz errichtet, in dem das Wirtschaftsministerium untergebracht wurde. Der Turm erhielt um 1870/71 eine neue Fassung mit durchgehender Putzfelder-Gliederung, die sich an den repräsentativen Bauten im Süden des Komplexes orientierte. Nach 1880 folgte der Abbruch von Wirtschaftsgebäuden im Süden und Osten. Auf den freigewordenen Flächen entstanden Mietshäuser im späthistoristischen Stil an der Ecke Kapellenstraße und das Verwaltungsgebäude der Alten Hauptsynagoge München mit Betsaal an der Ecke Herzog-Max-Straße. Danach wurde die Maxburg von Zivilbehörden und nach dem Ersten Weltkrieg als Unterkunft der kasernierten Bayerischen Landespolizei genutzt.

## Zerstörung 1944
Die Maxburg brannte bei den Luftangriffen auf München am 24./25. April 1944 völlig aus. Nur der sechsgeschossige quadratische Turm blieb fast unbeschädigt erhalten. Die Fassade an der Pfandhausstraße (heute Pacellistraße) stand noch, das Bayerische Landesamt für Denkmalpflege empfahl sie zu erhalten. Dazu kam es aber nicht, vielmehr wurde das Gelände als Schuttkippe genutzt und dazu auch Grundmauern abgebrochen. 1949 wurde auch der Abriss der Fassade angeregt, wegen des schlechten Zustands und weil die Geschosshöhen zu niedrig für eine moderne, wirtschaftliche Nutzung waren. Die Reste wurden 1951 abgerissen.

## Neue Maxburg

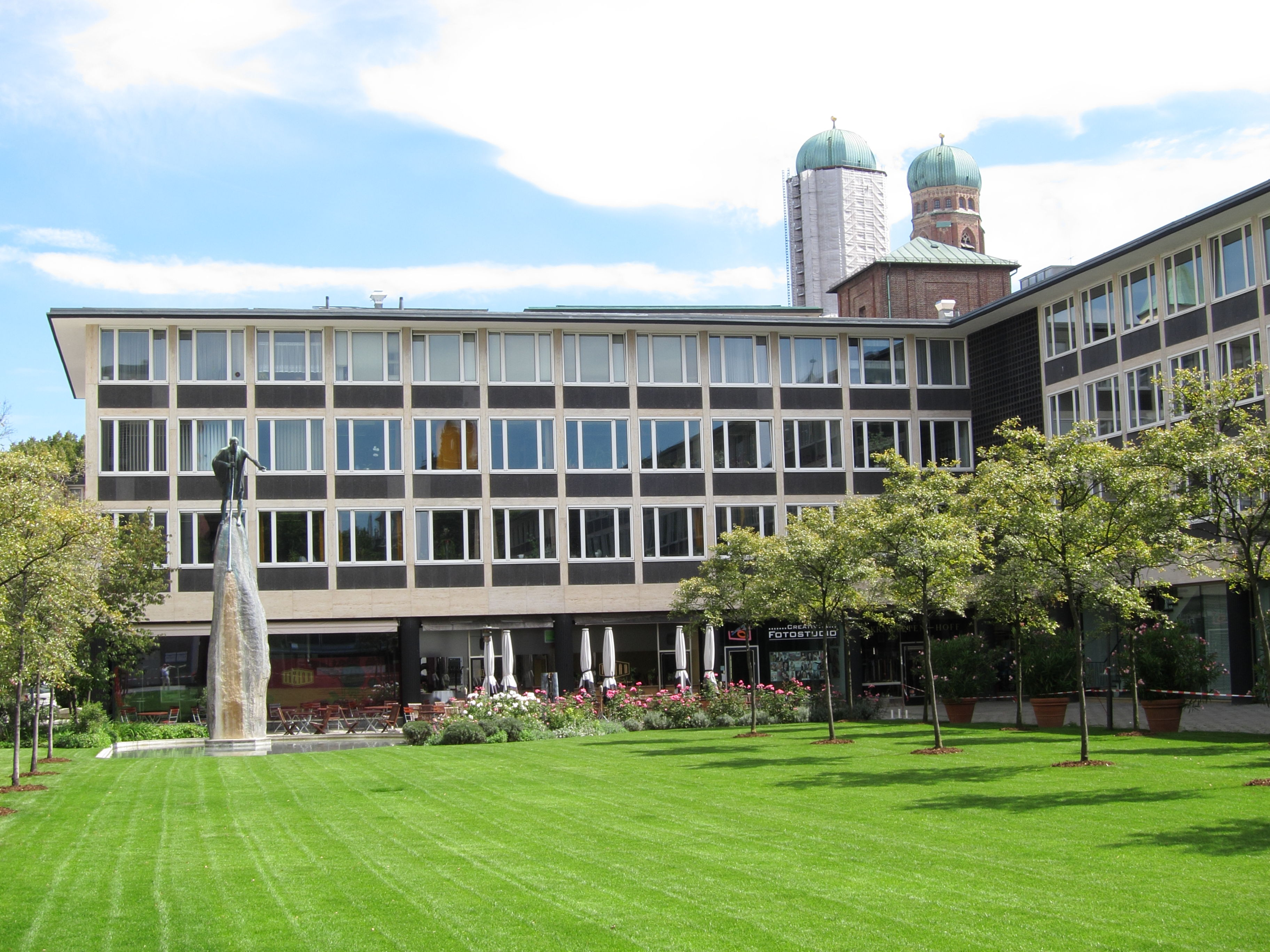
Zentraler Innenhof der Anlage mit Mosesbrunnen

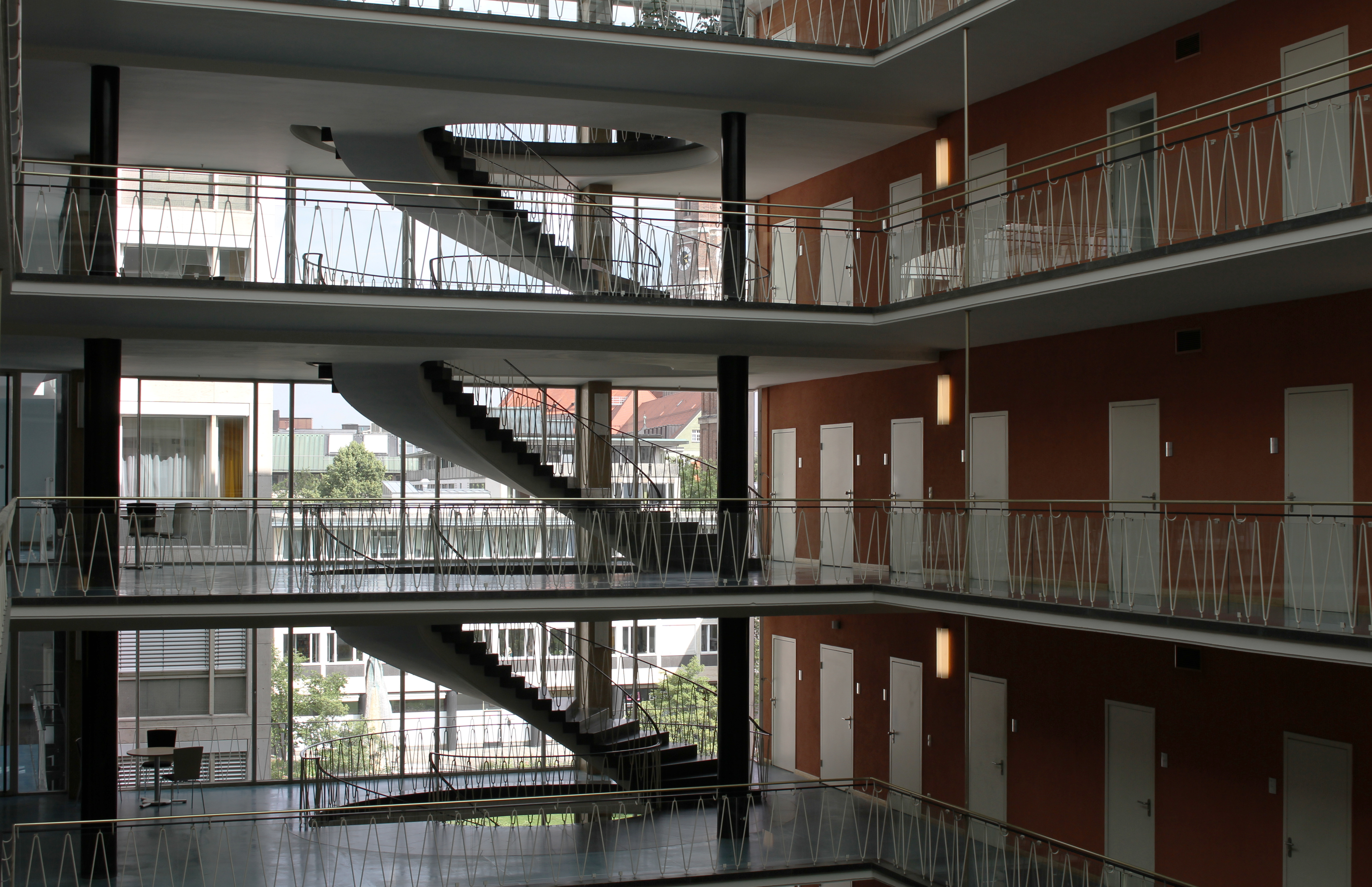
Lichthof und Treppen

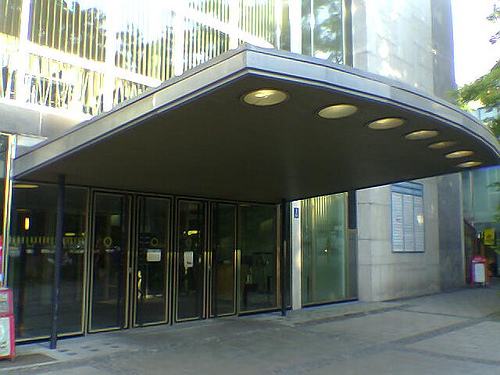
Eingang der Neuen Herzog-Max-Burg

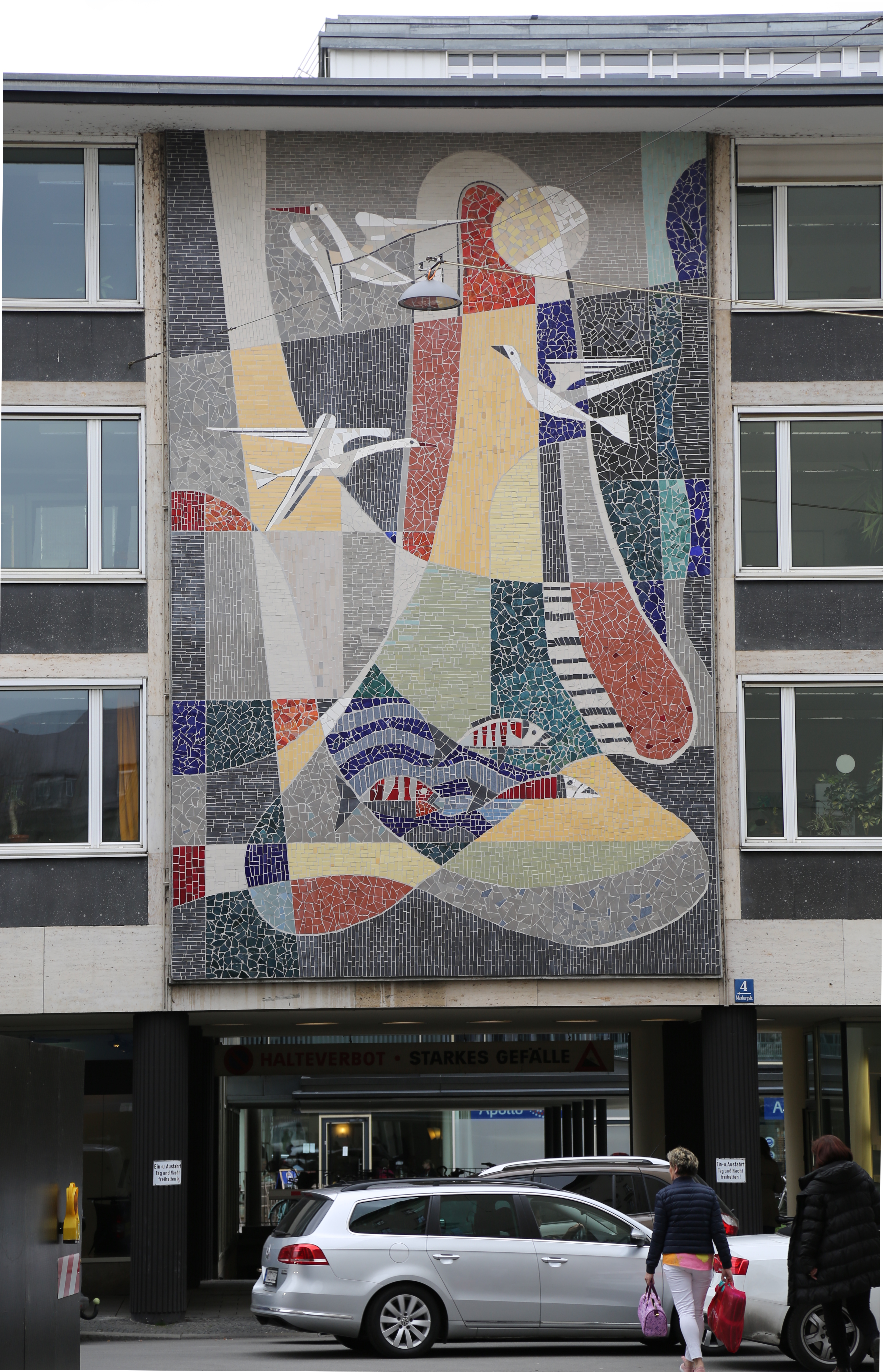
Mosaik von Blasius Spreng und Wilhelm Braun

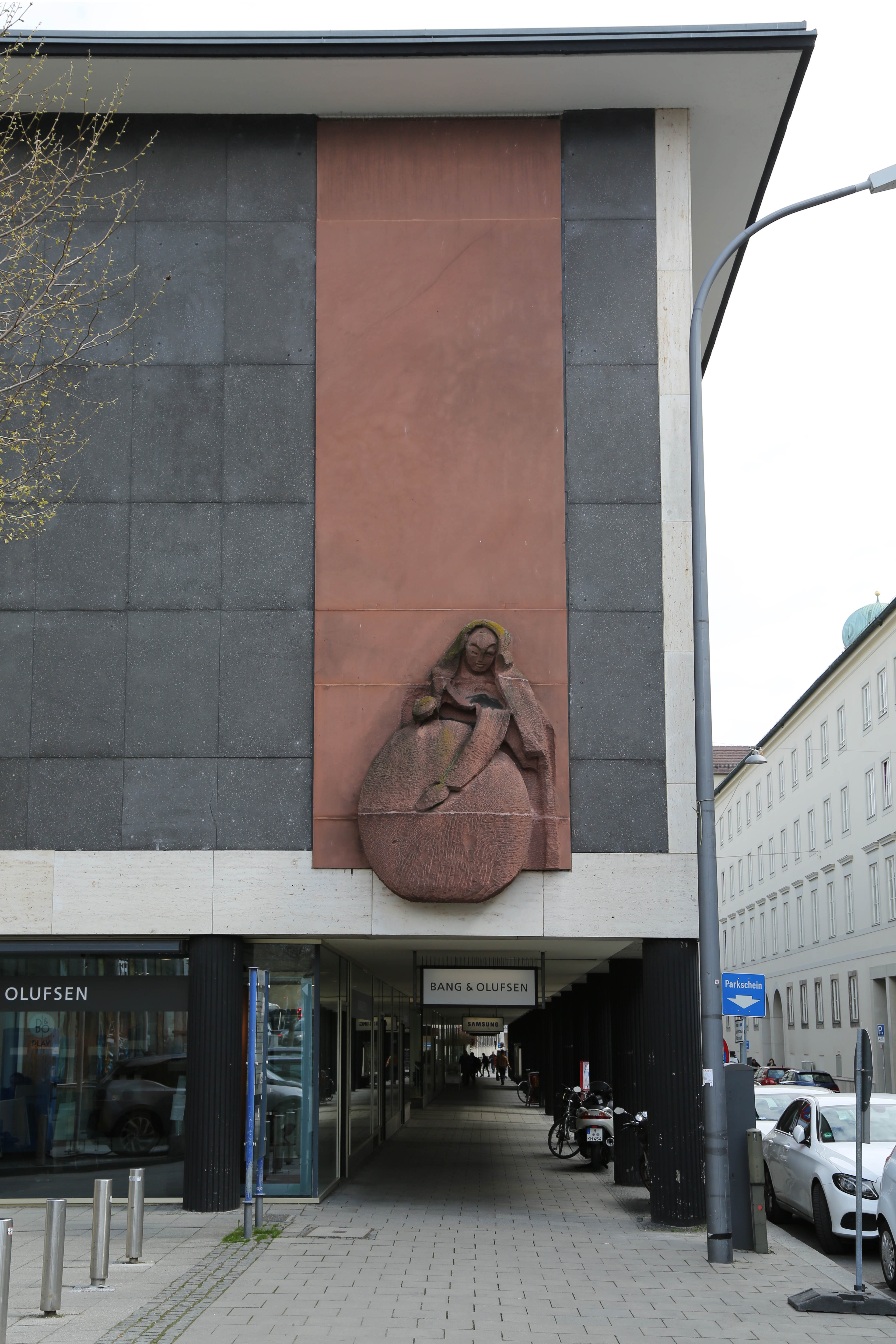
Plastik von Karl Knappe

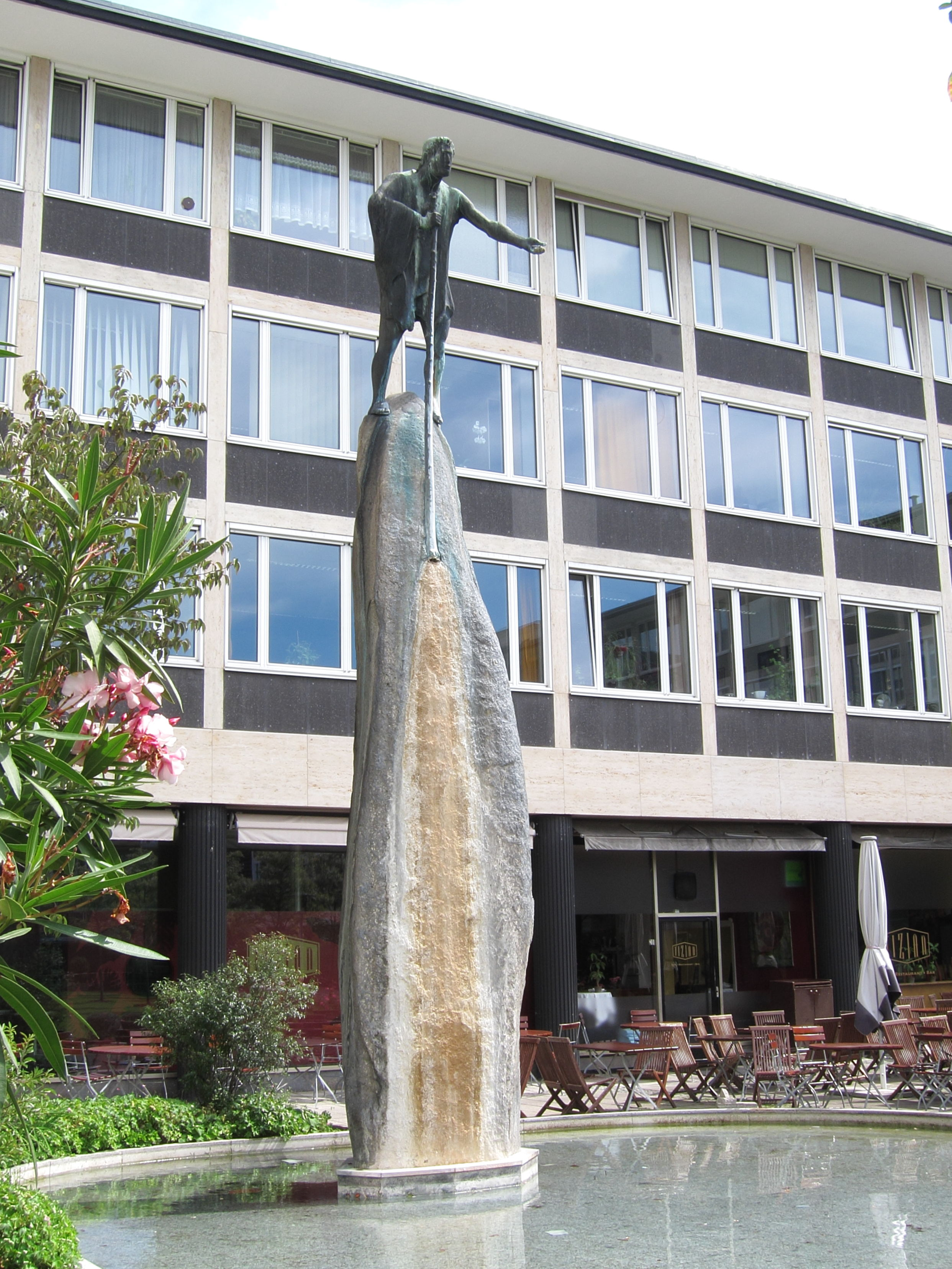
Mosesbrunnen von Josef Henselmann

Die heutige „Neue Maxburg“ wurde 1954 bis 1957 an Stelle der im Zweiten Weltkrieg zerstörten Herzog-Max-Burg von den Architekten Sep Ruf und Theo Pabst errichtet. Einzig der charakteristische Renaissanceturm blieb vom historischen Vorgängerbau erhalten, wurde 1953 bis 1955 mit flacherem Dach restauriert und steht freigestellt, aber durch Glasbrücken verbunden vor der Fassade. Durch eine offene Bauweise mit Wegen und Plätzen wurde das vormals geschlossene Areal der Öffentlichkeit zugänglich gemacht und von dieser nach anfänglicher Skepsis erfreut aufgenommen.
Die Anlage besteht aus drei Baukörpern mit kubischer Form und strenger Rasterung sowie einem im Südwesten vorgelagerten Pavillon in offener Anordnung. Der Haupteingang, die Büros der Behördenleitungen und einige Sitzungssäle liegen im westlichen als Lenbachblock, Lenbachplatz 7, bezeichneten siebenstöckigen Bauteil mit großem zentralen Lichthof und offenen Treppenstrukturen. Bemerkenswert ist auch die große stützenlose Überdachung des Eingangs. Der größte Teil der Büros ist in dem neunstöckigen Pacelliblock, Pacellistraße 5, im Norden untergebracht. Sein oberstes Stockwerk ist als offene Galerie ausgebildet. Nach Süden schließt der Maxburgblock, Maxburgstraße 4, ein flacherer, vierstöckiger Bau, die Anlage ab. Er ist im Erdgeschoss durch eine Reihe schlanker Kolonnaden und offene Durchgänge sehr transparent gehalten. Zwischen Hauptbau, Pavillon und Südflügel sowie in der Mitte des Komplexes liegen Grünanlagen. 
Die Architekten machten die Farbgebung und Rasterung des Renaissanceturms zur Grundlage der Gestaltung des Neubaus. Die Bauweise bleibt jedoch transparent, weil die Stahlbetonstruktur nicht kaschiert wurde, sondern offen sichtbar bleibt. Die Fassaden sind teilweise mit Platten aus Jurakalk verkleidet. An der Südfassade des Maxburgblocks ist gegenüber der Einmündung der Kapellenstraße ein großflächiges Mosaik von Blasius Spreng und Wilhelm Braun angebracht, die Westfassade desselben Baukörpers schmückt eine Plastik von Karl Knappe. Im Innenhof befindet sich der Moses-Brunnen von Josef Henselmann aus dem Jahr 1955. 
Der Bau beherbergt eine Reihe von Geschäften und Gastronomie im Erdgeschoss sowie Teile des Amtsgerichts München und des Landgerichts München I in den Büroetagen. Der Pavillon. Lenbachplatz 7a, ist Ausstellungs- und Verkaufsraum der BMW AG, darin finden in unregelmäßigen Abständen auch Kunst- und Designausstellungen statt. Der vollständig verglaste Ausstellungspavillon wurde 1986 von Christian Bartenbach modernisiert.
Für den Wiederaufbau in München untypisch war die großflächige Planung. Nach den Plänen von Stadtbaurat Karl Meitinger sollten in München Baulinien und Grundstücke erhalten bleiben. Doch die Oberste Baubehörde stellte sich bei der Ausschreibung 1952 auf den Standpunkt, dass die gesamte Maxburg ein Grundstück war und in der Lage am Rand der Altstadt eine Anlage in modernem Stil mit freier Gestaltung der Baukörper geeignet wäre. Die modernen Materialien und vor allem die Verwendung von Flachdächern waren bei Auftraggebern und der Öffentlichkeit umstritten. Die Bauausführung lag in den Händen von Hans Fries als Leiter eines Konsortiums mit Heilmann und Littmann, Sager & Woerner, Leonhard Moll und Karl Stöhr. Somit waren an dem Projekt fast alle großen Bauunternehmen Münchens beteiligt. Mehrere Umplanungen noch während der Bauausführung führten zu Bauschäden, wegen denen schon 1959 eine Sanierung der Fassadenverkleidungen und 1963/64 umfangreiche Nachbesserungen notwendig wurden.
Der in Architektenkreisen für seine harmonische Integration von Tradition und Moderne gelobte Neubau ist eines der seltenen Beispiele fortschrittlicher Architektur der 1950er Jahre in München. Uli Walter lobte die „Durchblicke zwischen den Höfen, die Höhenstaffelung der Baukörper und die Inszenierung der Blickachsen“ als „bundesweit zu den besten Beispielen der Fünfziger-Jahre-Architektur“ gehörend. Nikolaus Pevsner schrieb im Lexikon der Weltarchitektur: „Die Maxburg ist ein hervorragendes Beispiel dafür, wie gut ein moderner Bau mit einem bedeutenden Baudenkmal der Vergangenheit harmonieren kann.“
Im Osten schließt sich ein fast zeitgleich erstellter Neubau des Erzbischöflichen Ordinariats derselben Architekten an, der teilweise ebenfalls auf dem ehemaligen Grund der alten Maxburg steht. In ihn wurde die durch Sep Ruf wiederaufgebaute Karmelitenkirche integriert.